# Джафарзаде, Севиндж Фаил кызы
Севиндж Фаил кызы Джафарзаде (Жафарзаде; азерб. Sevinc Fail qızı Cəfərzadə; род. 1 июня 1994) — азербайджанская футболистка, полузащитница сборной Азербайджана.

## Биография

### Клубная карьера
Воспитанница азербайджанского футбола.
Летом 2017 года перешла в российский клуб «Дончанка» (Азов). Дебютный матч в высшем дивизионе России сыграла 7 августа 2017 года против клуба «Звезда-2005», заменив на 44-й минуте Анну Костину. Свой первый гол забила 28 сентября 2017 года в ворота клуба «Рязань-ВДВ». Всего за половину сезона сыграла 5 матчей и забила один гол в высшем дивизионе, а её команда заняла последнее место и вылетела в первый дивизион.
В начале 2018 года перешла в другой российский клуб — «Кубаночка» (Краснодар), в своём первом сезоне сыграла 12 матчей и забила 2 гола. В 2019 году стала бронзовым призёром чемпионата России, сыграв за сезон в 18 из 20 матчей своего клуба. В 2020 году выступала за «Енисей», в 2021 году перешла в «Краснодар». Первую половину 2024 года играла за саудовский клуб «Истерн Флеймз» на правах аренды. В августе 2025 года покинула «Краснодар».

### Карьера в сборной
Выступала за сборные Азербайджана до 17, до 19 и до 21 года. Была капитаном молодёжной сборной.
В национальной сборной Азербайджана начала выступать ещё в 16-летнем возрасте в 2010 году. Сыграла не менее 10 матчей в отборочных турнирах чемпионатов Европы и мира.